# Péter Boross

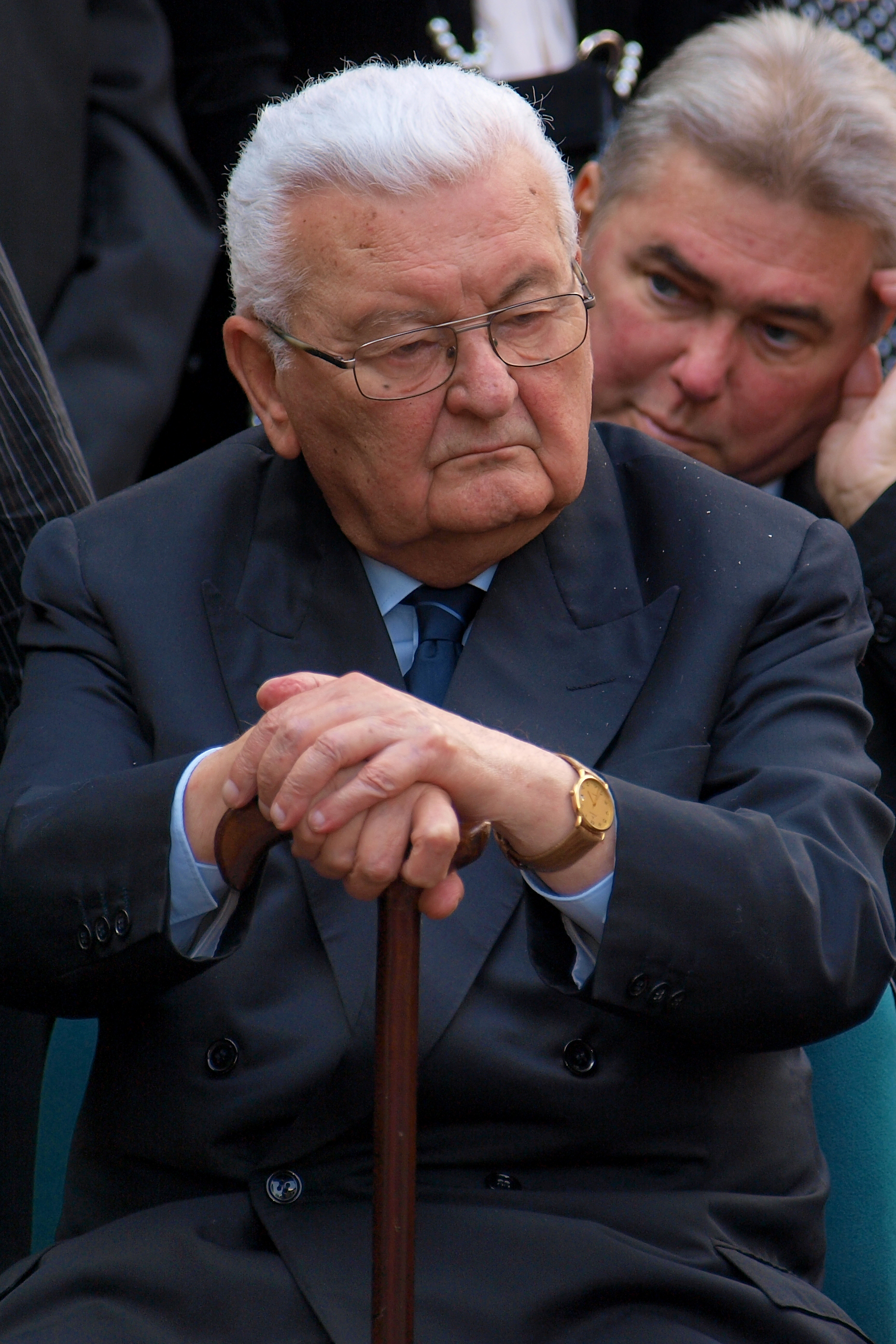
Péter Boross

Péter Boross (Nagybajom, 27 augustus 1928) is een Hongaars politicus. Hij was in 1993-1994 minister-president van Hongarije.
Boross studeerde rechten en werkte van 1951 tot 1957 voor de gemeente Boedapest. In 1956 was hij tijdens de Hongaarse Opstand lid van het Revolutiecomité van Boedapest. Als represaille werd hij na de opstand enige tijd geïnterneerd en stond hij tot 1959 onder politietoezicht. 
Na de democratische verkiezingen van 1990 werd Boross als minister zonder portefeuille in het kabinet-Antall verantwoordelijk voor veiligheidsvraagstukken. In december van dat jaar werd hij minister van binnenlandse zaken en vicepremier. Hij sloot zich in 1992 aan bij het Hongaars Democratisch Forum (MDF). In december 1993 leidde het overlijden van Antall tot zijn benoeming als minister-president. Na de verkiezingsnederlaag van 1994 droeg hij het ambt over aan Gyula Horn.
Boross was van 1994 tot 1996 voorzitter van de parlementaire commissie voor nationale veiligheid. Als gevolg van de grote verkiezingsnederlaag van de MDF in 1998 raakte hij zijn zetel in het parlement kwijt. Van 1998 tot 2002 was hij adviseur van premier Viktor Orbán, van wie hij zich later distantieerde. Tussen 2006 en 2009 was hij weer lid van het parlement.
Boross is getrouwd en heeft twee kinderen.